# Члин
Члин (романш. Tschlin) — деревня и бывшая коммуна в Швейцарии, в кантоне Граубюнден.
До 2011 года имела статус отдельной коммуны, включавшей в том числе деревни Мартина и Страда. 1 января 2012 года была объединена с коммуной Рамош в новую коммуну Вальзот. 
Входит в состав региона Энджадина-Басса/Валь-Мюштайр (до 2015 года входила в округ Инн).
Население составляет 443 человека (на 31 декабря 2006 года). Официальный код — 3753.